# Jeff Pierre
Jeff Pierre est un acteur américain, né à Boston (Massachusetts), le 21 mai 1986.

## Biographie

### Enfance
Il est diplômé de l'université du Nord-Est à Boston avec un diplôme en justice pénale.

### Carrière
En 2016, il fait une apparition dans le film War Dogs de Todd Phillips qui met en vedette Jonah Hill et Miles Teller.
Il a joué Jeff McArdle aux côtés de Burkely Duffield, Jonathan Whitesell , Dilan Gwyn (en), Eden Brolin (en) dans la série Beyond créée par Adam Nussdorf et diffusée entre le 2 janvier 2017 et le 22 mars 2018 sur Freeform,.
En 2018, il interprète le Prince Naveen et Drew dans la saison 7 de Once Upon a Time. Il tourne également dans les téléfilms Mon amour, ma victoire (Tomboy) avec Makenzie Vega réalisé par Lee Friedlander et So Close avec Sabrina Carpenter réalisé par Gail Mancuso.
Le 4 mars 2020, il est choisi pour jouer dans la série Walker, reboot de la série télévisée Walker, Texas Ranger aux côtés de Jared Padalecki, Lindsey Morgan et Keegan Allen. Il y incarne le rôle principal de Trey Barnett. La série développée par Anna Fricke (en) est diffusée depuis 2021 sur The CW.

### Vie privée
Il a accueilli une fille en 2016 nommée Phoenix.

## Filmographie

### Cinéma
- 2016 : War Dogs de Todd Phillips : un soldat

### Télévision
- 2016 : Shameless : Caleb (10 épisodes)
- 2017 : Workaholics : Skyler (saison 7, épisode 8)
- 2017-2018 : Beyond : Jeff McArdle (19 épisodes - rôle principal)
- 2018 : Once Upon a Time : Drew / Naveen (saison 7 - 6 épisodes)
- 2018 : NCIS : Enquêtes spéciales : Lew Nolte (saison 16, épisode 9)
- 2019 : The Affair : Jordan (saison 5, épisode 4)
- 2019 : 9-1-1 : Emmett Washington (saison 3, épisode 7)
- 2020 : The Rookie : Le Flic de Los Angeles : Emmett Lang (saison 2, épisodes 17 et 19)
- 2020 : Tacoma FD : Capitaine Tad (saison 2, épisodes 6 et 11)
- 2021 : Love in 2020 : Chad (4 épisodes - rôle principal)
- 2021- 2024 : Walker : Trey Barnett (69 épisodes - rôle principal)
- 2024 : Fire Country : Elijah Edwards (saison 3, épisode 5)

### Téléfilm
- 2018 : Mon amour, ma victoire (Tomboy) de Lee Friedlander : Sam
- 2018 : So Close de Gail Mancuso : Marcus

## Voix françaises
En France, Jean-Michel Vaubien est la voix française la plus fréquente de Jeff Pierre.